# Ryslinge
Ryslinge is een plaats en voormalige gemeente in Denemarken.

## Voormalige gemeente
De oppervlakte bedroeg 81,69 km². De gemeente telde 6924 inwoners waarvan 3469 mannen en 3455 vrouwen (cijfers 2005).
Sinds 1 januari 2007 hoort de oud gemeente bij gemeente Faaborg-Midtfyn.

## Plaats
De plaats Ryslinge telt 1741 inwoners (2007). De plaats ligt aan weg 323, een paar kilometer oostelijk van Ringe. Ryslinge ligt aan de voormalige spoorlijn Ringe - Nyborg. Het stationsgebouw is bewaard gebleven.